# محمد ظاظا
محمد ظاظا ممثل مصري، شارك في أدوار صغيرة في عدد من الأعمال الفنية منها، أفلام جعلتني مجرما، شارع 18 وتيمور وشفيقة ومسلسلات العندليب حكاية شعب ولحظات حرجة وقضية نسب.